# 新潟県道272号黒俣越後下関停車場線

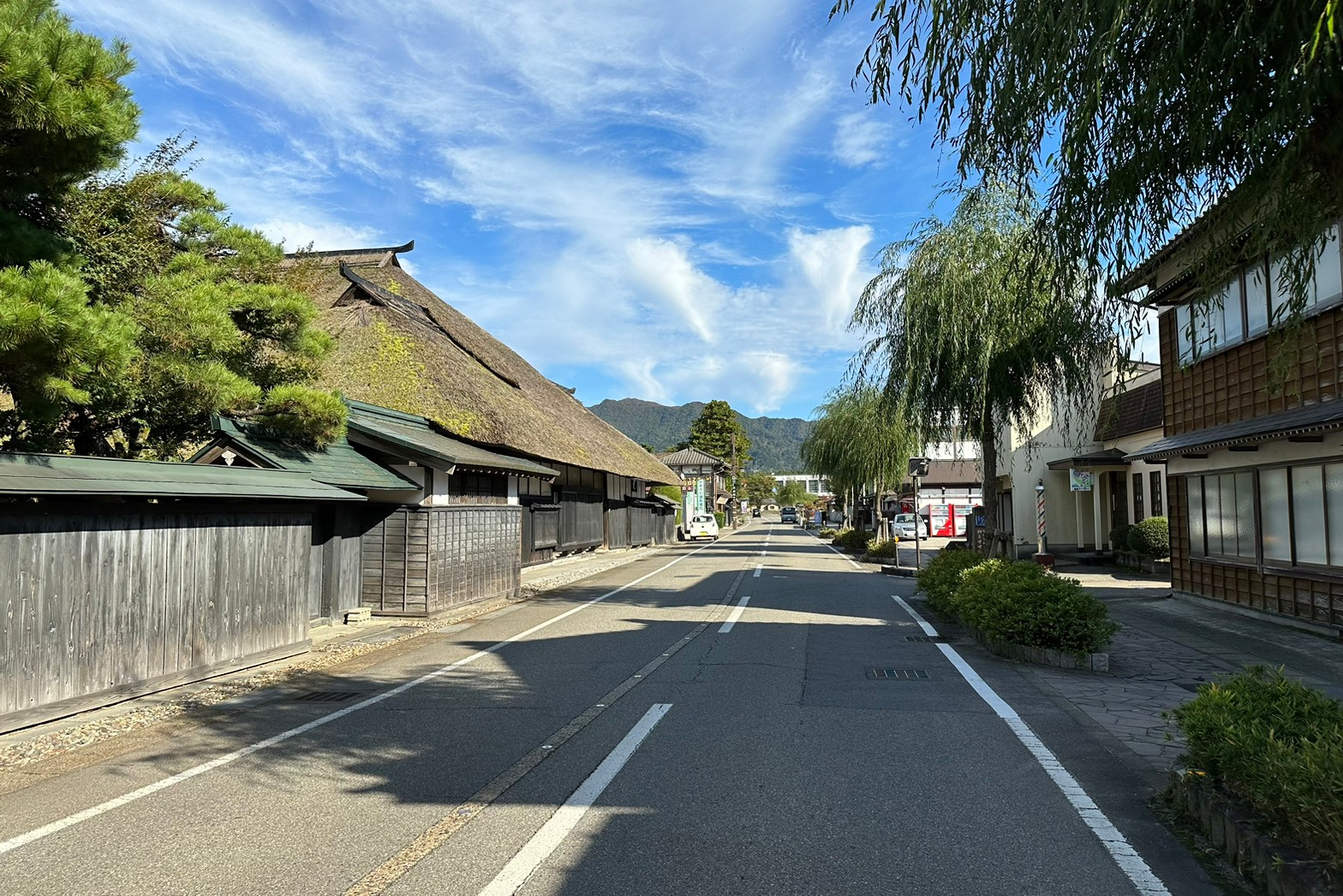
関川村下関付近（米沢街道下関宿 柳とせせらぎ通り）

新潟県道272号黒俣越後下関停車場線（にいがたけんどう272ごう くろまたえちごしもせきていしゃじょうせん）は、新潟県胎内市から同県岩船郡関川村に至る一般県道である。

## 概要

### 路線データ
- 起点：新潟県胎内市黒俣字道端（新潟県道494号熱田坂大長谷線交点）
- 終点：越後下関停車場（新潟県岩船郡関川村大字下関）

## 通過する自治体
- 新潟県
  - 胎内市 - 岩船郡関川村

## 接続する道路
- 新潟県道494号熱田坂大長谷線（起点：胎内市黒俣字道端、「黒俣集落開発センター」南西）
- 国道113号（雲母（きら）交差点）
- 国道113号（関川村大字上関 - 雲母交差点で重複）
- 新潟県道307号湯沢上関線・新潟県道308号高瀬上関線（関川村大字上関）（「国道113号」重複区間）
- 新潟県道273号大栗田越後下関停車場線（関川村大字下関地内（「関川小学校」南西 - 「越後下関駅」前（終点））で重複）
- （終点：関川村大字下関、「越後下関駅」前）

## 周辺
- JR米坂線 越後下関駅
- 関川村国民健康保険 関川診療所
- 関川村役場
- 関川村立関川中学校
- 関川村立関川小学校
- 村上信用金庫 関川支店
- JAにいがた岩船 関川支店
- 関川郵便局
- フレッシュはなだてや（スーパーマーケット）
- えちごせきかわ温泉郷
  - 雲母（きら）温泉
- 道の駅関川
- 大石ダム（大石川）
- 荒川